# Rizóforo
Rizóforos são um tipo de caule que se desenvolve em direção ao solo, na maioria das vezes formando raízes adventícias. São comuns em manguezais e possuem gravitropismo positivo. 
Os rizomas são outro tipo de caule, subterrâneos e que crescem horizontalmente. São encontrados em bananeiras, gengibre e samambaias. 
Outros tipos de caules são:
- Tronco, que é o caule vertical
- Estolões, que são alongados e crescem horizontalmente ao longo da superfície do solo
- Tubérculos, que têm função de armazenagem
- Bulbos, que são caules pequenos que têm forma de cone

Raízes adventícias são raízes que surgem em qualquer parte de um vegetal, exceto na raiz primária ou em suas ramificações. Elas podem nascer em caules ou folhas, e penetrar no solo. 
As raízes adventícias são também chamadas de fasciculadas ou de cabeleiras. Elas são finas e surgem a partir do caule, sem a presença de uma raiz primária. 
Nas monocotiledôneas, a raiz primária atrofia rapidamente e o sistema radicular é constituído por raízes adventícias. 
Um exemplo de raízes adventícias são as raízes suporte, que são muito importantes para a sustentação de plantas em solos que não são firmes.
O gravitropismo positivo é o crescimento de raízes em direção ao centro da Terra, em resposta à gravidade. 
O gravitropismo, também conhecido como geotropismo, é um movimento vegetal que ocorre quando a planta cresce de acordo com a gravidade. O crescimento das raízes é positivo, enquanto o crescimento dos caules é negativo. 
O tropismo é uma resposta de crescimento das plantas, que pode ser positiva ou negativa, dependendo da direção do crescimento em relação a um estímulo externo. Quando a planta cresce na direção do estímulo, é chamado de tropismo positivo, e quando cresce na direção oposta, é chamado de tropismo negativo. 